# 91-я улица (линия Бродвея и Седьмой авеню, Ай-ар-ти)
91-я улица (англ. 91st Street) — бывшая станция Нью-Йоркского метро, расположенная на линии Бродвея и Седьмой авеню. Она представлена двумя боковыми платформами, обслуживающими два локальных пути. Со 2 февраля 1959 года станция закрыта.
Станция была открыта 27 октября 1904 года в составе первой очереди сети Interborough Rapid Transit Company (IRT). В это время поезда ходили от станции Сити-холл до 145-й улицы. Станция была закрыта, так как станция 96-я улица после строительства удлинялась в южном направлении, вплоть до 93-й улицы, то есть между станциями стало всего два квартала.
Сегодня, проезжая в поезде мимо заброшенной станции, можно увидеть её очертания.